# Myrnopilla (rejon bołgradzki)
Myrnopilla (ukr. Мирнопілля) – wieś na Ukrainie, w obwodzie odeskim, w rejonie bołgradzkim, w hromadzie Tepłycia. W 2023 liczyła 1766 mieszkańców.